# Luzoncettia
Luzoncettia (Horornis seebohmi) är en fågel i familjen cettior inom ordningen tättingar, enbart förekommande på en ö i Filippinerna.

## Utseende och läte
Luzoncettian är en liten färglös tätting. Ovansidan är varmbrun, liksom hjässan, med ett mörkt ögonbrynsstreck. Undersidan är ljusbrun. vergående i ljusgrått på bröstet. Strupen är vitaktig. Den liknar långstjärtad smygsångare, men har kortare stjärt och mer gråaktig än djupt brun undersida. Den är även lik benguetsmygsångaren, men har tydligare ögonbrynsstreck. Sången består av en utdragen mörk vissling följt av en explosive visslad fras. Lätet är ett vasst "tsik!".

## Utbredning och systematik
Fågeln förekommer enbart i bergskogar på norra Luzon i norra Filippinerna. Den behandlas som monotypisk, det vill säga att den inte delas in i några underarter.

### Släktestillhörighet
Artena inom Horornis har tidigare ingått i släktet Cettia, men genetiska studier visar att dessa arter är närmare släkt med släktena Phyllergates, Abroscopus och Tickellia än med t.ex. sumpcettia (Cettia cetti).

## Levnadssätt
Arten hittas i lågväxande vegetation och buskage i öppna löv- och tallskogar över 800 meters höjd. Födan är inte noterad, men antas bestå av ryggradslösa djur och deras larver. Den ses nästan alltid enstaka, födosökande lågt eller på marken. Luzoncettian är aktiv och rätt ljudlig, men är mycket svår att få syn på. Inget är känt om häckningsbeteendet, annat än att adulta fåglar i häckningstillstånd hittats i april och ungfåglar sedda i maj och juli.

## Status och hot
Arten har ett begränsat utbredningsområde, men populationen verkar vara stabil. Internationella naturvårdsunionen IUCN anser inte att den är hotad, varför den placeras i kategorin livskraftig (LC). Världspopulationen har inte uppskattats, men den beskrivs som vanligt förekommande.

## Namn
Fågelns svenska och vetenskapliga namn är en hyllning till den brittiske affärsmannen, ornitologen och oologen Henry Seebohm (1832-1895).